# Miguel Alexandre

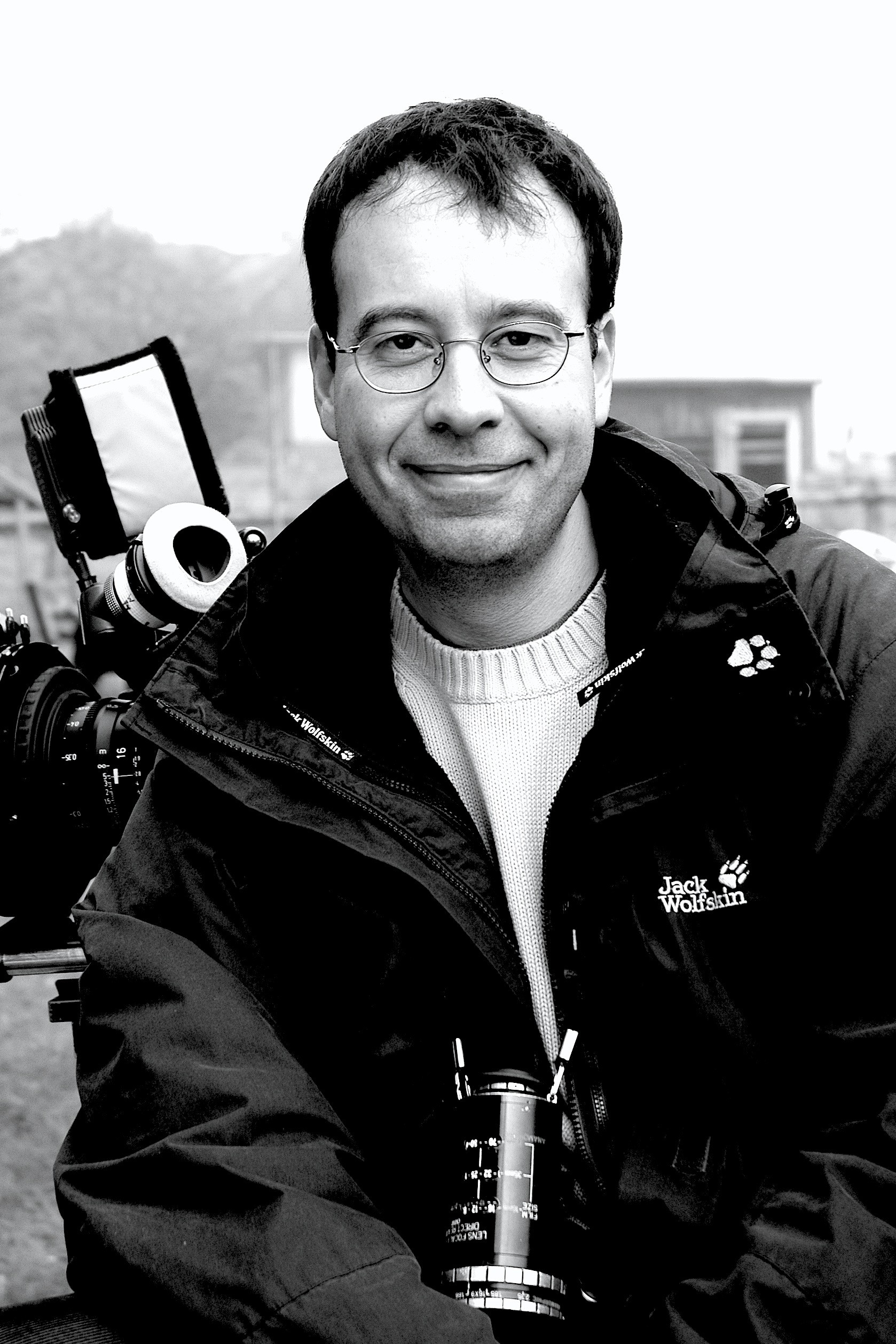
Miguel Alexandre (2010)

Miguel Alexandre [miˈɣɛɫ ɐləˈʃãdɾə] (* 21. März 1968 in Faro, Portugal) ist ein deutsch-portugiesischer Filmregisseur, Drehbuchautor und Kameramann.

## Leben
Der gebürtige Portugiese übersiedelte mit seiner Familie nach Lübeck. Dort legte er 1988 am Katharineum zu Lübeck sein Abitur ab. Bereits während seiner Schulzeit war er als Amateurfilmer aktiv und gehörte von 1982 bis 1990 einem Lübecker Amateurfilmklub an. Nach seinem Abitur absolvierte er von 1989 bis 1994 ein Studium an der Filmhochschule München. Der Film Nana (1995), den er für die ARD drehte, war seine Abschlussarbeit. Alexandre lebt in Eversen-Heide, ca. 15 Kilometer südwestlich von Hamburg.
Alexandre ist vor allem für seine oft mehrteiligen Fernsehfilme bekannt, darunter Die Frau vom Checkpoint Charlie (2007) und Schicksalsjahre (2011). Sein Film Grüße aus Kaschmir (2004) wurde 2005 mit dem Adolf-Grimme-Preis ausgezeichnet. In der Begründung der Jury heißt es: „Mit ‚Grüße aus Kaschmir‘ ist es gelungen, das heute aktuelle und die politische Realität mitbestimmende Thema des Terrorismus auf eindringliche Art persönlich werden zu lassen: Die einzelnen Protagonisten werden nicht aus der eigenen Verantwortung für ihr Handeln entlassen; eine vordergründige Schuldzuweisung wird vermieden, der Terrorismus nicht beschönigt.“
Alexandre ist Mitglied im Bundesverband Regie (BVR).
Seit 2012 übernimmt Alexandre bei vielen seiner Regiearbeiten auch die Bildgestaltung.

## Filmografie (Auswahl)
- 1989: Licht in der Nacht
- 1995: Nana (Regie)
- 1996: Der Pakt – Wenn Kinder töten (Regie)
- 2000: Gran Paradiso (Regie)
- 2000: Tatort: Die kleine Zeugin (Regie)
- 2001: Schutzengel gesucht (Regie)
- 2002: Das Geheimnis des Lebens (Buch und Regie)
- 2004: Grüße aus Kaschmir (Regie)
- 2005: Der Mann von nebenan lebt! (Regie)
- 2005: Die Diebin und der General (Regie)
- 2006: Störtebeker (Regie)
- 2007: Die Frau vom Checkpoint Charlie (Zweiteiler; Regie)
- 2007: Der Tod meiner Schwester (Regie)
- 2008: Die Patin – Kein Weg zurück (Dreiteiler; Regie)
- 2008: Die Anwälte (Fernsehserie, Pilotfolge; Regie)
- 2009: Kinder des Sturms (Regie)
- 2009: Eine Frage des Vertrauens (Regie)
- 2011: Schicksalsjahre (Zweiteiler; Regie)
- 2011: Der Mann mit dem Fagott (Zweiteiler; Buch und Regie)
- 2012: Tatort: Todesbilder (Buch und Regie)
- 2013: Tatort: Die Wahrheit stirbt zuerst (Regie und Kamera)
- 2013: Eine verhängnisvolle Nacht (Regie und Kamera)
- 2013: Die Spionin (2013)
- 2015: Starfighter – Sie wollten den Himmel erobern (Regie)
- 2016: Kommissarin Lucas – Schuldig (Regie und Kamera)
- 2017: In Wahrheit: Mord am Engelsgraben (Regie und Kamera)
- 2017: Arthur & Claire (Regie)
- 2018: Der Mordanschlag (Zweiteiler; Regie und Kamera)
- 2019: In Wahrheit: Still ruht der See (Regie, Drehbuch und Kamera)
- 2020: Spy City (Regie und Kamera)
- 2021: Schwarze Insel (Regie, Drehbuch und Kamera)
- 2022: In Wahrheit: Unter Wasser (Regie und Kamera)
- 2024: Tatort: Avatar (Regie)
- 2025: Tatort: Der Stelzenmann (Regie)

## Auszeichnungen (Auswahl)
- 2005: Adolf-Grimme-Preis für Grüße aus Kaschmir
- 2011: Seoul International Drama Award in der Kategorie Beste Regisseur für Schicksalsjahre[5]
- 2012: Deutscher Fernsehpreis in der Kategorie Bester Mehrteiler für Der Mann mit dem Fagott
- 2018: Hessischer Filmpreis in der Kategorie Spielfilm für Arthur & Claire[6]